# Virginie Efira
Virginie Efira (Schaerbeek, 5 maggio 1977) è un'attrice e conduttrice televisiva belga naturalizzata francese che lavora in Belgio e Francia.
Ha iniziato come conduttrice televisiva in Belgio e poi in Francia, dal 1998 al 2008. Ha iniziato la sua carriera di attrice nel 2004, per poi dedicarsi esclusivamente a questa attività dal 2008. Al cinema, è conosciuta per la prima volta come protagonista di commedie romantiche, con L'amore, per caso (2010), Per sfortuna che ci sei (2011), 20 anni di meno (2013), Le Goût des merveilles (2015) e Un amore all'altezza (2016).
Ha poi preso una svolta drammatica interpretando il ruolo della protagonista nel film indipendente Tutti gli uomini di Victoria (2016), diretto da Justine Triet, che le è valso una prima nomination al César come migliore attrice. Si conferma sotto la regia di Catherine Corsini con Un amour impossible (2018), Anne Fontaine con Police (2020), Albert Dupontel con Adieu les cons (2020) e Paul Verhoeven con Benedetta (2021). Ha vinto in particolare il premio Magritte come migliore attrice ed è stata nominata cinque volte per i César.

## Biografia

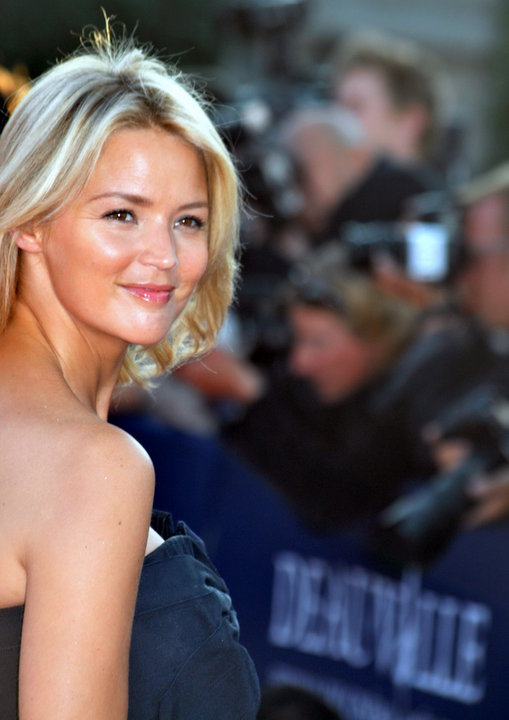
Virginie Efira nel 2010 al Festival del cinema americano di Deauville

Figlia dell'oncologo André Efira e dell'estetista Carine Verelst, i suoi genitori divorziano quando lei aveva nove anni. Di origini ebraico-greche da parte di padre, dopo aver studiato latino, matematica, psicologia e scienze sociali, entrò all'Istituto nazionale superiore delle arti dello spettacolo e quindi al Conservatorio per studiare teatro. La sua carriera di conduttrice televisiva incomincia nel 1998 sul canale belga Club RTL, quando Marc Nivesse, produttore di Megamix, programma di culto per gli adolescenti, la scelse per la conduzione insieme a Lydia Gervasi.
Nel 2000 partecipa, a fianco di Ridremont, alla trasmissione Night Shop, in una breve sequenza umoristica per Canal+ Belgique. La sua carriera di attrice prosegue con i film di animazione sul gatto Garfield nel 2004 e nel 2006, dando voce al personaggio di Liz Wilson, la cui voce originale era quella di Jennifer Love Hewitt. Gira poi un cortometraggio, Africains poids moyens, film belga-congolese di Daniel Cattier, presentato l'anno seguente al 15º Festival del Cinema Africano.
Nel 2005 Virginie doppia Piper nel film di animazione Robots. Recita quindi a teatro una commedia dal titolo Pour ses beaux yeux di René de Obaldia. Nel 2006, gira il telefilm Un amour de fantôme a fianco di Bruno Putzulu. Ha il ruolo della sposa di Bohort nella serie francese Kaamelott. Nel 2007 lavora nel serial Off Prime, con Alban Lenoir, Simon Astier ed Elise Otzenberger, serie realizzata da Bruno Solo e Stéphane Kopecky. Nel 2013 è protagonista al fianco di Pierre Niney di 20 anni di meno di David Moreau, commedia romantica su una donna di 38 anni che ha una relazione con un adolescente. Il film ha avuto molto successo in Francia e ha ottenuto recensioni positive. Variety ha scritto che "ha un talento particolare nel trasmettere pensieri e suscitare risate usando solo le espressioni facciali, un dono che qui ottiene un altro glorioso allenamento".

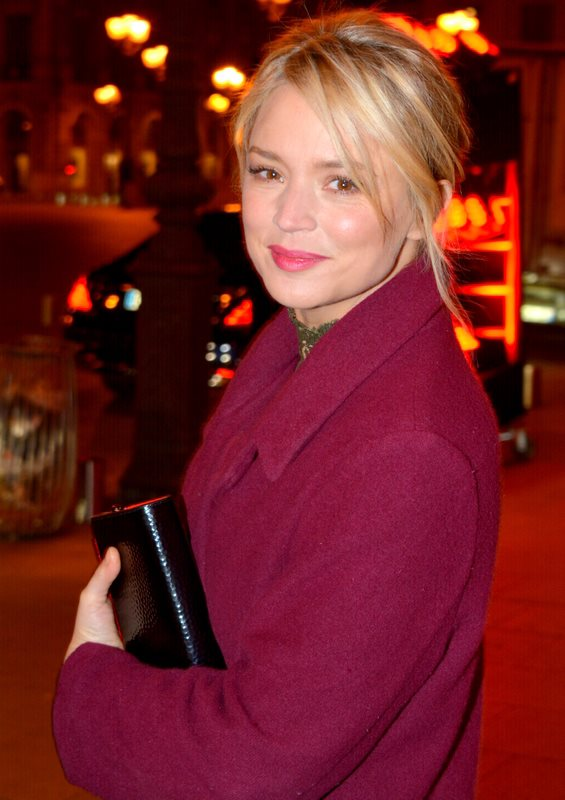
Virginie Efira nel 2017

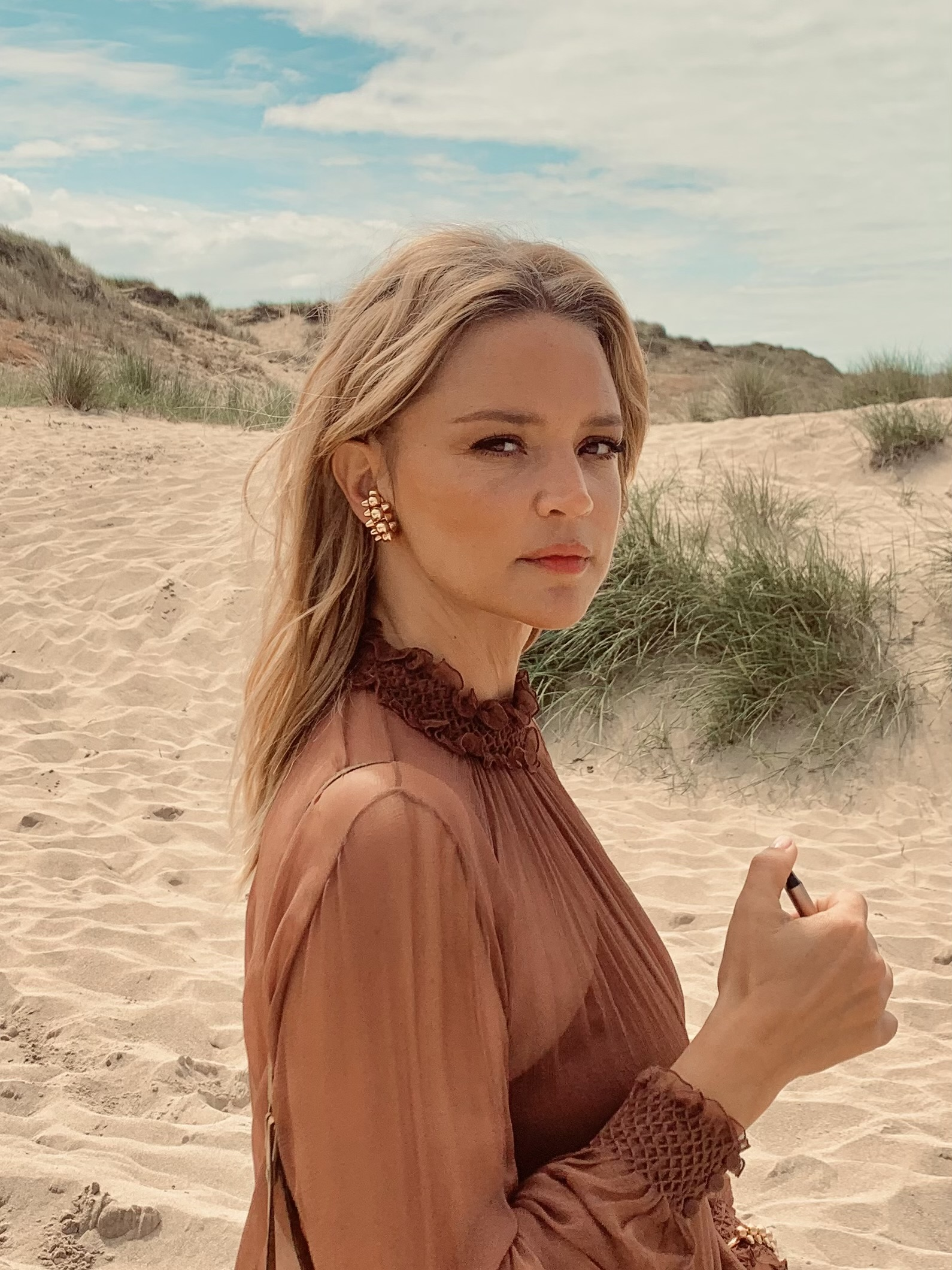
Virginie Efira nel 2021

Nel 2016, Efira ha recitato nella commedia drammatica romantica Tutti gli uomini di Victoria, su una madre single e avvocato penalista che attraversa una crisi di mezza età. Il film è stato proiettato nella sezione Settimana Internazionale della Critica al Festival di Cannes 2016, dove ha ottenuto recensioni molto favorevoli. La performance di Efira è stata descritta da The Hollywood Reporter come "vibrante" e "ben sintonizzata", e le è valsa un premio Magritte come migliore attrice e un premio César per la nomination come migliore attrice. Nello stesso anno, Efira ha avuto un ruolo piccolo ma cruciale al fianco di Isabelle Huppert in Elle, il thriller psicologico di Paul Verhoeven . La sua uscita finale del 2016 è stata Un amore all'altezza, una commedia romantica con Jean Dujardin, in cui interpretava un avvocato che si innamora di un uomo di bassa statura. L'anno successivo, ha fatto un'apparizione come se stessa in un episodio della fortunata serie francese Call My Agent!.
Nel 2018, Efira ha interpretato il ruolo principale nel dramma Un amour impossible, adattamento di Catherine Corsini del romanzo bestseller di Christine Angot, la storia del padre incestuoso di Angot e di sua madre che non ha visto nulla. Il film e la sua interpretazione hanno ricevuto il plauso della critica. Screen International ha ritenuto che l'attrice "precedentemente nota per materiale più leggero (Tutti gli uomini di Victoria), si mostri più che capace di un ruolo drammatico pesante, maturando sottilmente dai romantici anni '20 alla mezza età logorata". Il film ha ricevuto nomination al Cesar Award, al Globe de Cristal Award e al Lumières Award nella categoria Miglior attrice per la sua interpretazione nel film.
Nello stesso anno, Efira ha fatto parte del cast corale della commedia Sink or Swim diretta da Gilles Lellouche, proiettata fuori concorso al Festival di Cannes 2018, e le è valsa una nomination al Cesar Award come migliore attrice non protagonista. Sempre nel 2018, la sua interpretazione nel dramma Keep Going è stata elogiata, The Hollywood Reporter ha scritto che "è eccellente qui come donna intrappolata tra la sua natura ferocemente indipendente e il suo desiderio di essere una buona madre, cercando di guidare suo figlio sul sentiero giusto". L'anno successivo, Efira ha recitato nella commedia drammatica Sibyl, la sua seconda collaborazione con la regista Justine Triet, nel ruolo di una psicoterapeuta che vuole tornare a scrivere. Il film è stato selezionato per competere per la Palma d'Oro al Festival di Cannes 2019, dove ha ricevuto recensioni per lo più positive con un elogio particolare per la performance di Efira. Variety ha affermato che "Sibyl suggella l'arrivo di Efira, una volta definita una simpatica ma leggera comica" e The Hollywood Reportersentiva che "l'attrice interpreta diversi ruoli contemporaneamente - l'astuta psicologa, l'autrice in difficoltà, la mamma affettuosa ma trascurata, l'amante fervida in due scene di sesso molto schiette - e le interpreta ognuna molto bene, trasformando gli stati alterati di Sibyl in un insieme che riflette la sua spinta ad essere molte cose contemporaneamente." 
Nel 2020, ha recitato al fianco di Omar Sy nel dramma di Anne Fontaine Night Shift, in cui interpretava uno dei tre ufficiali incaricati di scortare un immigrato clandestino all'aeroporto, dove sarà costretto a salire su un aereo e rimandato al suo paese. Il film è stato presentato in anteprima al Festival Internazionale del Cinema di Berlino. Sebbene le recensioni critiche siano state contrastanti, Screen International ha scritto che Efira, "chiaramente sull'orlo di una svolta internazionale, continua a stupire con un comando freddo, senza mai rivelare troppo del suo personaggio, ma evocando un intenso tumulto emotivo dietro l'esterno calmo". Nello stesso anno, Efira ha interpretato una parrucchiera malata terminale in missione per ricongiungersi con il figlio perduto da tempo, con l'aiuto di un burocrate suicida e un archivista cieco, nella commedia drammatica Adieu les cons diretta da Albert Dupontel.
Nel 2021, Efira si è riunita con Paul Verhoeven per interpretare Benedetta Carlini, una suora del XVII secolo che soffre di inquietanti visioni religiose ed erotiche, nel dramma storico Benedetta. Verhoeven le ha offerto il ruolo principale senza nemmeno un provino e non le ha dato alcuna indicazione su cosa fare. Ha spiegato in seguito l'attrice: "Questo è il massimo segno di fiducia. Mi ha fatto possedere il ruolo, e sapevo che, con quello che avevo inventato, Paul avrebbe filmato qualcosa di interessante. Per prendere l'esempio dell'ambiguità di Benedetta, sta a me recitare l'ambiguità? O sta a lui filmarla? Ho interpretato Benedetta in una ricerca, senza definire la natura di quella ricerca. Penso che sia una ricerca multiforme. Non può essere ridotta a un aspetto specifico, come la fede assoluta o il più ambiguo degli intrighi. Entrambi gli aspetti si alimentano a vicenda. Benedetta ha una forte fede in Gesù, e cerca anche il potere, non è tutta dolcezza e altruismo".

## Vita privata
È stata sposata con il comico e produttore Patrick Ridremont, già padre di tre figli, dal 2002 al 2005 quando si sono separati. Nel febbraio 2009, durante la trasmissione Panique dans l'oreillette, l'attore le fa firmare con tono umoristico le carte del divorzio.
Dal 2013 al 2014 è stata fidanzata con il regista Mabrouk El Mechri; insieme hanno una figlia, di nome Ali (nome scelto in omaggio ad Ali MacGraw, l'attrice che ha interpretato l'eroina del film Love Story, e al pugile Muhammed Ali), nata il 24 maggio 2013 a Parigi.
Diventata cittadina francese nel 2016, dal 2018 è la compagna dell'attore Niels Schneider, che ha conosciuto sul set di Un amour impossible (2018) e Sibyl - Labirinti di donna (2019). La coppia ha avuto un figlio, nato il 28 agosto 2023. Vivono nell'11º arrondissement di Parigi.

### Poker
Efira è stata un'appassionata giocatrice di poker per diversi anni. Nel 2007 ha preso parte al "Défi des As" ed è diventata ambasciatrice del sito Poker770. Ha anche preso parte a importanti tornei come l'European Poker Tour a Deauville. Ha lasciato il poker nel 2015.

## Filmografia

### Attrice

#### Cinema
- Africains poids-moyens, regia di Daniel Cattier – cortometraggio (2005)
- Les Barons, regia di Nabil Ben Yadir (2009)
- Le Siffleur, regia di Philippe Lefebvre (2009)
- L'amore, per caso (L'amour, c'est mieux à deux), regia di Dominique Farrugia e Arnaud Lemort (2010)
- Kill Me Please, regia di Olias Barco (2010)
- Per sfortuna che ci sei (La chance de ma vie), regia di Nicolas Cuche (2010)
- Il mio migliore incubo! (Mon pire cauchemar), regia di Anne Fontaine (2011)
- Dead Man Talking, regia di Patrick Ridremont (2012)
- 20 anni di meno (20 ans d'écart), regia di David Moreau (2013)
- In solitario (En solitaire), regia di Christophe Offenstein (2013)
- Le goût des merveilles, regia di Éric Besnard (2015)
- Una famiglia in affitto (Une famille à louer), regia di Jean-Pierre Améries (2015)
- Elle, regia di Paul Verhoeven (2016)
- Un amore all'altezza (Un homme à la hauteur), regia di Laurent Tirard (2016)
- Tutti gli uomini di Victoria (Victoria), regia di Justine Triet (2016)
- 7 uomini a mollo (Le Grand Bain), regia di Gilles Lellouche (2018)
- Un amour impossible, regia di Catherine Corsini (2018)
- Continuer, regia di Joachim Lafosse (2018)
- Sybil, regia di Justine Triet (2019)
- Adieu les cons, regia di Albert Dupontel (2020)
- Police, regia di Anne Fontaine (2020)
- Benedetta, regia di Paul Verhoeven (2021)
- Riabbracciare Parigi (Revoir Paris), regia di Alice Winocour (2022)
- La doppia vita di Madeleine Collins (Madeleine Collins), regia di Antoine Barraud (2022)
- I figli degli altri (Les Enfants des autres), regia di Rebecca Zlotowski (2022)
- Il coraggio di Blanche (L'Amour et les Forêts), regia di Valérie Donzelli (2023)
- Niente da perdere (Rien à perdre), regia di Delphine Deloget (2023)
- Vie privée, regia di Rebecca Zlotowski (2025)

#### Televisione
- Kaamelott – serie TV, episodi 3x55-6x05 (2006-2009)
- Un amour de fantôme, regia di Arnaud Sélignac – film TV (2007)
- Off Prime – serie TV, 11 episodi (2007-2008)
- Canal presque – serie TV, episodi sconosciuti (2009)
- En chantier, monsieur Tanner!, regia di Stefan Liberski – film TV (2010)

### Doppiatrice
- Max & Co, regia di Frédéric Guillaume e Samuel Guillaume (2007)
- Zanna Bianca (Croc-Blanc), regia di Alexandre Espigares (2018)

## Doppiatrici italiane
Nelle versioni in italiano dei suoi film, Virginie Efira è stata doppiata da:
- Francesca Fiorentini in 20 anni di meno, Un amore all'altezza, In solitario, Tutti gli uomini di Victoria, 7 uomini a mollo, La doppia vita di Madeleine Collins, Il coraggio di Blanche
- Laura Lenghi in Kill Me Please, Il mio migliore incubo!
- Benedetta Ponticelli in Benedetta, Riabbracciare Parigi
- Sabrina Duranti in Per sfortuna che ci sei
- Claudia Catani in Elle
- Jolanda Granato in Una famiglia in affitto
- Roberta Mariani in Sibyl
- Patrizia Mottola in I figli degli altri

Da doppiatrice è sostituita da: 
- Federica De Bortoli in Zanna Bianca

## Riconoscimenti
- Premio César
  - 2023 - Miglior attrice per Revoir Paris
- Premio Magritte
  - 2012 - Premio del pubblico
  - 2017 - Miglior attrice per Tutti gli uomini di Victoria (Victoria)
- Premio Lumière
  - 2023 - Migliore attrice - I figli degli altri (Les Enfants des autres)